# Smrečiny (1365 m)
Smrečiny (1365 m) – szczyt we wschodniej części Niżnych Tatr na Słowacji. Wznosi się 
nad miejscowością Liptovská Teplička, w grzbiecie między szczytami Panská hoľa i Košariská. Porośnięte lasem są tylko stoki zachodnie i południowe, szczyt oraz stoki wschodnie i północne są bezleśne. Są to wielkie łąki należące do miejscowości Liptovská Teplička. Łąkami tymi prowadzi szlak turystyczny, omijający wierzchołek po wschodniej stronie.

## Szlaki turystyczne
Liptovská Teplička, sedlo pod Doštiankou, dalej  : sedlo pod Doštiankou –  Smrečiny – Panská hoľa. Suma podejść 550 m, czas przejścia 2.15 h